# Nationalsocialistisk front

Die Flagge der Partei bestand aus einer gelben Swastika auf blauem Grund, den Landesfarben Schwedens.

Die Nationalsocialistisk front (schwedisch für „Nationalsozialistische Front“), verkürzt NSF, war eine rechtsextreme bzw. neonazistische Partei mit christlichen Wertvorstellungen in Schweden. Sie war nach Sverigedemokraterna und Nationaldemokraterna die drittgrößte Partei des rechten Spektrums.

## Geschichte

Das Wappen der NSF: ein goldenes Schwert auf einem gleichfarbigen Ährenbündel

Die Partei wurde 1994 im südschwedischen Karlskrona von Aktivisten gegründet, die sich vom nationalsozialistischen Netzwerk Vitt ariskt motstånd (Weißer arischer Widerstand) inspiriert fühlten. Von 1994 bis 1999 stand Anders Högström der Partei vor. Im Zuge seines Abgangs zu den Sozialdemokraten wurde eine sogenannte Reichsführung (riksledning) bestehend aus Anders Ärleskog und Daniel Höglund gebildet. Ab 1999 betrachtete sich die Partei als parteipolitische Organisation, ohne den Namen als Parteinamen registrieren zu lassen. In ihrer Hochzeit hatte sie an die 500 Mitglieder.
Einige Personen im Umfeld der Partei waren wegen Gewalttätigkeiten und Volksverhetzung vorbestraft, so auch Mitglieder der Parteiführung. 1999 wurden zwei Aktivisten der Partei wegen Mordes an zwei Polizisten im småländischen Malexander verurteilt.
Am 22. November 2008 wurde die Partei aufgelöst. Gleichzeitig wurde mit Folkfronten eine Nachfolgeorganisation mit gleicher Führung gebildet. Folkfronten trennte sich von der offenen nationalsozialistischen Gesinnung mit dem Ziel, bürgerlicher aufzutreten, was von verschiedenen Stellen in Zweifel gestellt wird. Als weitere Nachfolgeorganisation trat bis 2015 Svenskarnas parti in Erscheinung.

## Ideologie

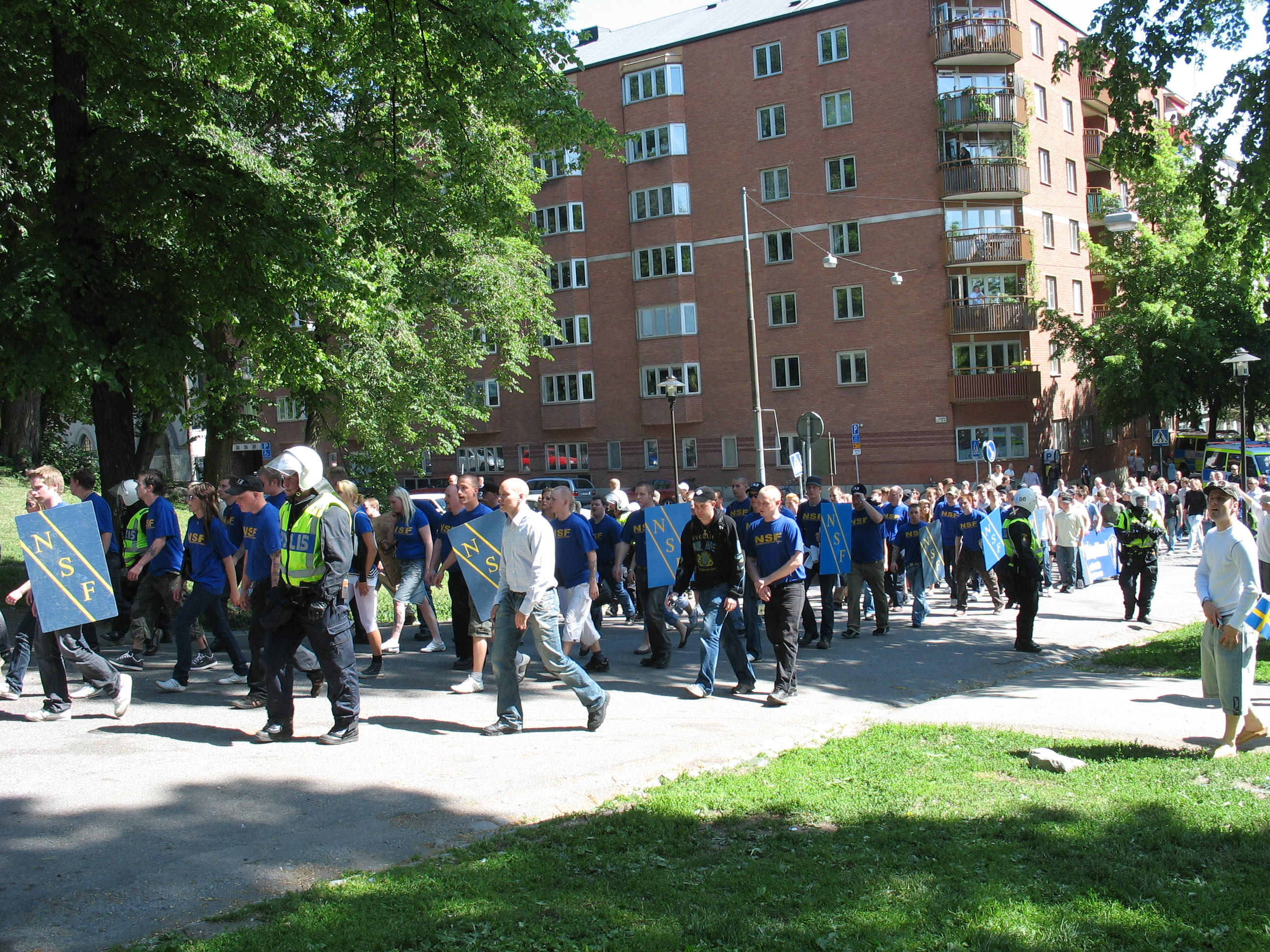
Anhänger der Nationalsocialistisk front an einer Demonstration in Stockholm am Schwedischen Nationalfeiertag 2007

Die Partei hatte die Abschaffung der Demokratie auf parlamentarischem Weg zum Kernziel. Laut Parteiprogramm stand man für staatliche Rassenkontrolle, den Austritt aus der Europäischen Union und der UN, die Rückführung von Flüchtlingen und Einwanderern sowie Steuererleichterung von kinderreichen Familien. Die Partei war vom deutschen Nationalsozialismus inspiriert und sah sich selbst als Erbe der nationalsozialistischen Parteien der 1930er Jahre; so wurde etwa Adolf Hitler offen bewundert.
Die Partei trat in der Öffentlichkeit durch eine Reihe von Demonstrationen sowie Propaganda-Flugblätter in Erscheinung. Mit „Den Svenske Nationalsocialisten“ (der schwedische Nationalsozialist) vertrieb NSF eine Parteizeitung.

## Wahlergebnisse
Zum ersten Mal trat die NSF bei den Gemeinderatswahlen 2002 in Karlskrona an, wo die Partei mit 0,5 % Stimmenanteil kein Mandat errang. Im Wahljahr 2006 trat NSF neben Karlskrona in fünf weiteren Gemeinden sowie zur Reichstagswahl an. In keiner Gemeinde konnte sie Mandate erringen; landesweit erhielt sie 1417 Stimmen oder 0,03 % und zog damit nicht in den Reichstag ein.
Von den zehn zur Wahl 2006 angetretenen Personen waren sieben unter anderem wegen Volksverhetzung, Hehlerei oder Meineid vorbestraft.

## Kontakte nach Deutschland
Aus dem Verfassungsschutzbericht 2002 des Innenministeriums von Sachsen-Anhalt wurde bekannt, dass die rechtsextreme regionale Gruppierung „Selbstschutz Sachsen-Anhalt“ einen „Einsatz zur Absicherung von Wahlkampfaktivitäten“ zur Wahl 2002 in Karlskrona durchführte.